# Manabu Wakabayashi
Manabu Wakabayashi (jap. 若林 学 Wakabayashi Manabu; ur. 3 czerwca 1979) – japoński piłkarz występujący na pozycji napastnika.

## Kariera klubowa
Od 1998 roku występował w klubach Tochigi Uva FC, Tochigi SC, Omiya Ardija i Ehime FC.